# قائمة أعضاء جسم الإنسان
تتضمن هذه المقالة قائمة بالأعضاء في جسم الإنسان. يُعتقد عمومًا أن عدد الأعضاء هو 79، إلا أن هذا العدد قد يزيد إذا تم اعتبار كل عظمة وعضلة كعضو منفصل، وهو ما أصبح أكثر شيوعًا في الآونة الأخيرة. ومع ذلك، لا يوجد تعريف موحد لما يشكل عضوًا، وهناك بعض الجدل حول تصنيف بعض المجموعات النسيجية كأعضاء. يختلف عدد الأعضاء وفقًا للطريقة التي يُعرّف بها العضو نظرًا لعدم وجود تعريف ثابت للعضو. على سبيل المثال، تحتوي هذه القائمة على أكثر من 79 عضوًا، حيث يصل العدد إلى حوالي 91.
تجدر الإشارة إلى أن القائمة أدناه ليست شاملة، حيث لا يزال من غير الواضح أي تعريف يتم اتباعه لجميع الأعضاء المدرجة.

## الجداول المتعلقة بالأعضاء
شرح المستويات في جسم الإنسان؛ يحدد تسميات الأعمدة في الجدول التالي.
| المستوى                 | التعريف |
| ----------------------- | --- |
| أنظمة الأعضاء           | نظام بيولوجي يتكون من مجموعة من الأعضاء التي تعمل معًا لأداء وظيفة أو أكثر.                                       |
| الأنظمة الفرعية للأعضاء | نظام بيولوجي يتكون من مجموعة من الأعضاء التي تعمل معًا لأداء وظيفة واحدة فقط.                                     |
| أجزاء الجسم             | أقسام محددة بشكل شبه عشوائي في الجسم بناءً على ما كان البشر يعتقدون تاريخيًا أنه شيء واحد ذو وظيفة رئيسية.         |
| الأعضاء                 | مجموعة من الأنسجة التي تشكل وحدة هيكلية تؤدي وظيفة معينة ومتخصصة (بعض الأعضاء في هذه القائمة تؤدي وظائف متعددة). |
| أجزاء الأعضاء           | الأقسام المختلفة التي يميل الأطباء إلى تقسيم العضو إليها لأغراض طبية.                                            |
| الأنسجة                 | تتكون من مجموعة من الخلايا المتشابهة هيكليًا ووظيفيًا بالإضافة إلى مادتها بين الخلوية.                             |
| الخلايا                 | عضيات محاطة بغشاء.                                                                                               |

قائمة بالأعضاء البشرية وأجزائها والأنظمة والأجزاء التي تنتمي إليها.
| الترقيم | النظام                | النظام الفرعي           | أجزاء الجسم                                | الأعضاء                                    | أجزاء الأعضاء                                               |
| ------- | --------------------- | ----------------------- | ------------------------------------------ | ------------------------------------------ | ----------------------------------------------------------- |
| 1       | الجهاز العضلي الهيكلي | الجهاز العضلي الهيكلي   | الهيكل العظمي البشري                       | الهيكل العظمي البشري                       | قائمة عظام الهيكل العظمي البشري                             |
| 2       | الجهاز العضلي الهيكلي | الجهاز العضلي الهيكلي   | المفاصل                                    | المفاصل                                    |                                                             |
| 3       | الجهاز العضلي الهيكلي | الجهاز العضلي الهيكلي   | الأربطة                                    | الأربطة                                    |                                                             |
| 4       | الجهاز العضلي الهيكلي | الجهاز العضلي الهيكلي   | الجهاز العضلي                              | العضلات                                    | قائمة العضلات الهيكلية في الجسم البشري (فرعي: عضلات التنفس) |
| 5       | الجهاز العضلي الهيكلي | الجهاز العضلي الهيكلي   | الأوتار                                    | الأوتار                                    | قائمة الأوتار                                               |
| 6       | الجهاز الهضمي         | الجهاز الهضمي           | الفم                                       | الأسنان                                    |                                                             |
| 7       | الجهاز الهضمي         | الجهاز الهضمي           | الفم                                       | اللسان                                     |                                                             |
| 8       | الجهاز الهضمي         | الجهاز الهضمي           | الفم                                       | الشفاه                                     |                                                             |
| 9       | الجهاز الهضمي         | الجهاز الهضمي           | الغدد اللعابية                             | الغدد النكفية                              |                                                             |
| 10      | الجهاز الهضمي         | الجهاز الهضمي           | الغدد اللعابية                             | الغدد تحت الفك السفلي                      |                                                             |
| 11      | الجهاز الهضمي         | الجهاز الهضمي           | الغدد اللعابية                             | الغدد تحت اللسان                           |                                                             |
| 12      | الجهاز الهضمي         | الجهاز الهضمي           | البلعوم                                    | البلعوم                                    |                                                             |
| 13      | الجهاز الهضمي         | الجهاز الهضمي           | المريء                                     | المريء                                     |                                                             |
| 14      | الجهاز الهضمي         | الجهاز الهضمي           | المعدة                                     | المعدة                                     |                                                             |
| 15      | الجهاز الهضمي         | الجهاز الهضمي           | الأمعاء الدقيقة                            | الاثني عشر                                 |                                                             |
| 16      | الجهاز الهضمي         | الجهاز الهضمي           | الأمعاء الدقيقة                            | الصائم                                     |                                                             |
| 17      | الجهاز الهضمي         | الجهاز الهضمي           | الأمعاء الدقيقة                            | اللفائفي                                   |                                                             |
| 18      | الجهاز الهضمي         | الجهاز الهضمي           | الأمعاء الغليظة                            | الأعور                                     |                                                             |
| 19      | الجهاز الهضمي         | الجهاز الهضمي           | الأمعاء الغليظة                            | القولون الصاعد                             |                                                             |
| 20      | الجهاز الهضمي         | الجهاز الهضمي           | الأمعاء الغليظة                            | القولون المستعرض                           |                                                             |
| 21      | الجهاز الهضمي         | الجهاز الهضمي           | الأمعاء الغليظة                            | القولون النازل                             |                                                             |
| 22      | الجهاز الهضمي         | الجهاز الهضمي           | الأمعاء الغليظة                            | القولون السيني                             |                                                             |
| 23      | الجهاز الهضمي         | الجهاز الهضمي           | المستقيم                                   | المستقيم                                   |                                                             |
| 24      | الجهاز الهضمي         | الجهاز الهضمي           | الكبد                                      | الكبد                                      |                                                             |
| 25      | الجهاز الهضمي         | الجهاز الهضمي           | المرارة                                    | المرارة                                    |                                                             |
| 26      | الجهاز الهضمي         | الجهاز الهضمي           | المساريقا                                  | المساريقا                                  |                                                             |
| 27      | الجهاز الهضمي         | الجهاز الهضمي           | البنكرياس                                  | البنكرياس                                  |                                                             |
| 28      | الجهاز الهضمي         | الجهاز الهضمي           | القناة الشرجية                             | القناة الشرجية                             |                                                             |
| 29      | الجهاز التنفسي        | الجهاز التنفسي          | التجويف الأنفي                             | التجويف الأنفي                             |                                                             |
| 30      | الجهاز التنفسي        | الجهاز التنفسي          | البلعوم                                    | البلعوم                                    |                                                             |
| 31      | الجهاز التنفسي        | الجهاز التنفسي          | الحنجرة                                    | الحنجرة                                    |                                                             |
| 32      | الجهاز التنفسي        | الجهاز التنفسي          | القصبة الهوائية                            | القصبة الهوائية                            |                                                             |
| 33      | الجهاز التنفسي        | الجهاز التنفسي          | الشعب الهوائية                             | الشعب الهوائية                             |                                                             |
| 34      | الجهاز التنفسي        | الجهاز التنفسي          | الشعيبات الهوائية والمسالك الهوائية الأصغر | الشعيبات الهوائية والمسالك الهوائية الأصغر |                                                             |
| 35      | الجهاز التنفسي        | الجهاز التنفسي          | الرئتين                                    | الرئتين                                    |                                                             |
| 36      | الجهاز التنفسي        | الجهاز التنفسي          | عضلات التنفس                               | عضلات التنفس                               |                                                             |
| 37      | الجهاز البولي         | الجهاز البولي           | الكليتين                                   | الكليتين                                   |                                                             |
| 38      | الجهاز البولي         | الجهاز البولي           | الحالب                                     | الحالب                                     |                                                             |
| 39      | الجهاز البولي         | الجهاز البولي           | المثانة                                    | المثانة                                    |                                                             |
| 40      | الجهاز البولي         | الجهاز البولي           | الإحليل                                    | الإحليل                                    |                                                             |
| 41      | الجهاز التناسلي       | الجهاز التناسلي الأنثوي | المبايض                                    | المبايض                                    |                                                             |
| 42      | الجهاز التناسلي       | الجهاز التناسلي الأنثوي | قنوات فالوب                                | قنوات فالوب                                |                                                             |
| 43      | الجهاز التناسلي       | الجهاز التناسلي الأنثوي | الرحم                                      | الرحم                                      |                                                             |
| 44      | الجهاز التناسلي       | الجهاز التناسلي الأنثوي | عنق الرحم                                  | عنق الرحم                                  |                                                             |
| 45      | الجهاز التناسلي       | الجهاز التناسلي الأنثوي | المشيمة                                    | المشيمة                                    |                                                             |
| 46      | الجهاز التناسلي       | الجهاز التناسلي الأنثوي | الفرج                                      | الفرج (يشمل البظر)                         |                                                             |
| 47      | الجهاز التناسلي       | الجهاز التناسلي الأنثوي | المهبل                                     | المهبل                                     |                                                             |
| 48      | الجهاز التناسلي       | الجهاز التناسلي الذكري  | الخصيتين                                   | الخصيتين                                   |                                                             |
| 49      | الجهاز التناسلي       | الجهاز التناسلي الذكري  | البربخ                                     | البربخ                                     |                                                             |
| 50      | الجهاز التناسلي       | الجهاز التناسلي الذكري  | القنوات الدافقة                            | القنوات الدافقة                            |                                                             |
| 51      | الجهاز التناسلي       | الجهاز التناسلي الذكري  | الحويصلات المنوية                          | الحويصلات المنوية                          |                                                             |
| 52      | الجهاز التناسلي       | الجهاز التناسلي الذكري  | البروستاتة                                 | البروستاتة                                 |                                                             |
| 53      | الجهاز التناسلي       | الجهاز التناسلي الذكري  | الغدد البصلية الإحليلية                    | الغدد البصلية الإحليلية                    |                                                             |
| 54      | الجهاز التناسلي       | الجهاز التناسلي الذكري  | القضيب                                     | القضيب                                     |                                                             |
| 55      | الجهاز التناسلي       | الجهاز التناسلي الذكري  | كيس الصفن                                  | كيس الصفن                                  |                                                             |
| 56      | الغدد الصماء          | الغدد الصماء            | الغدة النخامية                             | الغدة النخامية                             |                                                             |
| 57      | الغدد الصماء          | الغدد الصماء            | الغدة الصنوبرية                            | الغدة الصنوبرية                            |                                                             |
| 58      | الغدد الصماء          | الغدد الصماء            | الغدة الدرقية                              | الغدة الدرقية                              |                                                             |
| 59      | الغدد الصماء          | الغدد الصماء            | الغدد الجار درقية                          | الغدد الجار درقية                          |                                                             |
| 60      | الغدد الصماء          | الغدد الصماء            | الغدد الكظرية                              | الغدد الكظرية                              |                                                             |
| 61      | الغدد الصماء          | الغدد الصماء            | البنكرياس                                  | البنكرياس                                  |                                                             |
| 62      | الجهاز الدوري         | الجهاز الدوري           | القلب                                      | القلب                                      |                                                             |
| 63      | الجهاز الدوري         | الجهاز الدوري           | الشرايين                                   | الشرايين                                   | قائمة الشرايين في الجسم البشري                              |
| 64      | الجهاز الدوري         | الجهاز الدوري           | الأوردة                                    | الأوردة                                    | قائمة الأوردة في الجسم البشري                               |
| 65      | الجهاز الدوري         | الجهاز الدوري           | الشعيرات الدموية                           | الشعيرات الدموية                           |                                                             |
| 66      | الجهاز الدوري         | الجهاز اللمفاوي         | الأوعية اللمفاوية                          | الأوعية اللمفاوية                          |                                                             |
| 67      | الجهاز الدوري         | الجهاز اللمفاوي         | العقد اللمفاوية                            | العقد اللمفاوية                            |                                                             |
| 68      | الجهاز الدوري         | الجهاز اللمفاوي         | نخاع العظم                                 | نخاع العظم                                 |                                                             |
| 69      | الجهاز الدوري         | الجهاز اللمفاوي         | الغدة الزعترية                             | الغدة الزعترية                             |                                                             |
| 70      | الجهاز الدوري         | الجهاز اللمفاوي         | الطحال                                     | الطحال                                     |                                                             |
| 71      | الجهاز الدوري         | الجهاز اللمفاوي         | الأنسجة اللمفاوية المرتبطة بالجهاز الهضمي  | اللوزتين                                   |                                                             |
| 72      | الجهاز الدوري         | الجهاز اللمفاوي         | الأنسجة الخلوية                            | الأنسجة الخلوية                            |                                                             |
| 73      | الجهاز العصبي         | (الدماغ +)              | الدماغ                                     | نصفي الدماغ                                |                                                             |
| 74      | الجهاز العصبي         | (الدماغ +)              | الدماغ                                     | المهاد                                     |                                                             |
| 75      | الجهاز العصبي         | (الدماغ +)              | الدماغ                                     | الوطاء                                     |                                                             |
| 76      | الجهاز العصبي         | (الدماغ +)              | الدماغ                                     | الدماغ الأوسط                              |                                                             |
| 77      | الجهاز العصبي         | (الدماغ +)              | الدماغ                                     | المخيخ                                     |                                                             |
| 78      | الجهاز العصبي         | (الدماغ +)              | الدماغ                                     | الجسر                                      |                                                             |
| 79      | الجهاز العصبي         | (الدماغ +)              | الدماغ                                     | النخاع المستطيل                            |                                                             |
| 80      | الجهاز العصبي         | (الدماغ +)              | الحبل الشوكي                               | الحبل الشوكي                               | قائمة الأعصاب في الجسم البشري                               |
| 81      | الجهاز العصبي         | (الدماغ +)              | الضفيرة المشيمية                           | الضفيرة المشيمية                           |                                                             |
| 82      | الجهاز العصبي         | الجهاز العصبي الطرفي    | الأعصاب                                    | الأعصاب القحفية                            | قائمة الأعصاب في الجسم البشري                               |
| 83      | الجهاز العصبي         | الجهاز العصبي الطرفي    | الأعصاب                                    | الأعصاب الشوكية                            | قائمة الأعصاب في الجسم البشري                               |
| 84      | الجهاز العصبي         | الجهاز العصبي الطرفي    | الأعصاب                                    | العقد العصبية                              | العقد العصبية                                               |
| 85      | الجهاز العصبي         | الجهاز العصبي الطرفي    | الأعصاب                                    | الجهاز العصبي المعوي                       | الجهاز العصبي المعوي                                        |
| 86      | الجهاز العصبي         | الأعضاء الحسية          | الرأس                                      | العين                                      |                                                             |
| 87      | الجهاز العصبي         | الأعضاء الحسية          | الرأس                                      | الأذن                                      |                                                             |
| 88      | الجهاز العصبي         | الأعضاء الحسية          | الرأس                                      | الأنف                                      |                                                             |
| 89      | الجهاز العصبي         | الأعضاء الحسية          | الرأس                                      | اللسان                                     |                                                             |
| 90      | الجهاز اللحافي        | الجهاز التكاملي         | الغدد الثديية                              | الغدد الثديية                              |                                                             |
| 91      | الجهاز اللحافي        | الجهاز التكاملي         | الجلد                                      | الجلد                                      |                                                             |